# 外務大臣 (日本)

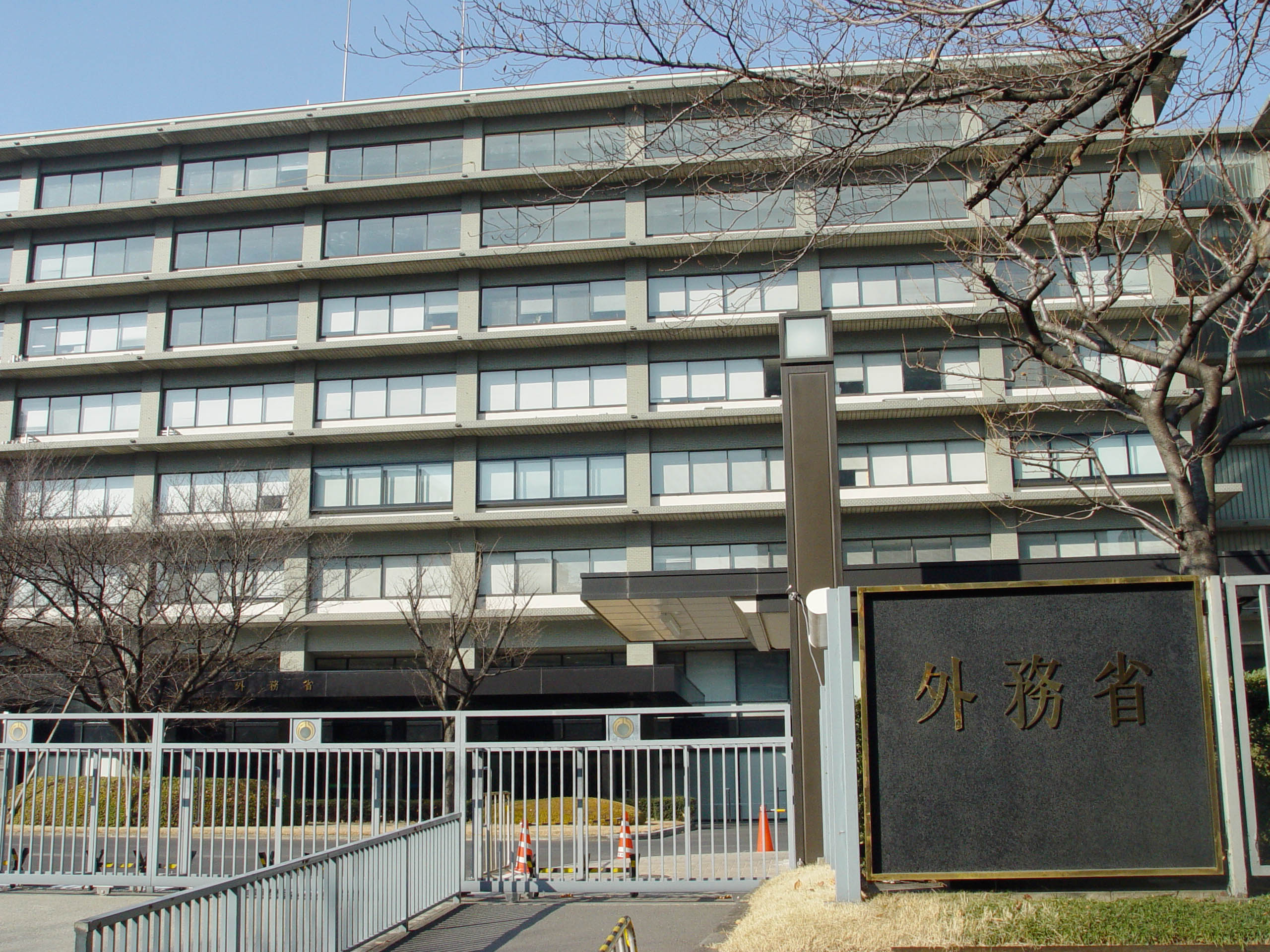
外務省庁舎

外務大臣（がいむだいじん、英語: Minister for Foreign Affairs）は、日本の外務省の長および主任の大臣たる国務大臣。
通称は外相（がいしょう）。

## 概説
外務大臣は、内閣総理大臣以外では、1885年（明治18年）の内閣制度発足から現在まで名称が変更されていない唯一の国務大臣である。近代日本の外務大臣は、不偏不党という観点から政党以外から起用するのが通例であり、またその専門性から草創期を除けば職業外交官出身者がほとんどであった。その傾向は第二次世界大戦後も続いたが、石橋内閣の1956年（昭和31年）に岸信介が外務大臣となって以降は、一転政党人にとっての重要ポストとなり、以後現在に至るまで、外交官出身の外務大臣は出ていない。戦後、非議員が外務大臣に就任した例としては大来佐武郎、川口順子の2名のケースがある。
最年少の外相は加藤高明の40歳、戦後では玄葉光一郎の47歳3か月。初就任時最年長は戦前では宇垣一成の69歳9か月、戦後では上川陽子の70歳6か月（首相等の臨時代理を除く）。
内閣制度発足後の在職期間最長は内田康哉の7年5か月、戦後は内閣総理大臣兼摂を含めると吉田茂の5年2か月、外務大臣専任としては、岸田文雄の4年7か月である。
田中角栄は外務大臣を大蔵大臣、自由民主党幹事長などと並んで「総理総裁たる者が経験しておくべき重要ポストの一つ」に挙げている（田中を含む「三角大福」は田中以外すべて外相経験があり、田中も幹事長、蔵相などを経験している）。
戦後の外務大臣経験者のうち、後に内閣総理大臣に就任した人物は11人に及んでおり、ここからもポストの重要性が伺われる。

## 名称
英語での呼称については「Minister for Foreign Affairs」とされている。法務大臣や財務大臣などの場合は「Minister of ○○」と表記するのに対し、総務大臣と外務大臣の場合は「Minister for ○○」との表記を用いている。

## 歴代大臣
1. 臨時代理は、大臣不在の場合のみ記載し、海外出張時等の一時不在代理は記載しない。
2. 兼任は、他の大臣が同時に務めることをいい、臨時代理とは異なる。
3. 同一代数で複数の就任日の記載があるもの（内閣改造等による）について、2度目以降に関しては辞令は出されていない（再任でなく留任扱い）。
4. 『外交史料館報』第2号掲載の井上勇一「歴代外務大臣の数え方」が外務省の公式な歴代外務大臣の数え方とされる。これでは、外務省創設時の初代外務卿の沢宣嘉を初代とし、戦前は首相の交代や再任に関わらず、外務大臣自身の交代によってのみ数える人物主義、戦後は同じ人物が再任される場合も、首相の交代や再任により、新たに外務大臣の辞令が発令される度に数える辞令主義をとっている。また、外務大臣が欠けた際の首相や他の大臣による臨時代理も代数に数えている[7]。
5. 太字は内閣総理大臣経験者である。

### 内閣制以前

#### 外国事務総裁
| 代 | 氏名 | 氏名             | 就任日                         | 出身等 | 在職日数 |
| -- | ---- | ---------------- | ------------------------------ | ------ | -------- |
| ‐  |      | 仁和寺宮嘉彰親王 | 慶応4年1月9日 （1868年2月2日） | 皇族   | 8日      |

#### 外国事務総督
| 代 | 氏名 | 氏名         | 就任日                           | 出身等     | 在職日数 |
| -- | ---- | ------------ | -------------------------------- | ---------- | -------- |
| ‐  |      | 山階宮晃親王 | 慶応4年1月17日 （1868年2月10日） | 皇族       | 32日     |
| ‐  |      | 三条実美     | 慶応4年1月17日 （1868年2月10日） | 公家       | 32日     |
| ‐  |      | 伊達宗城     | 慶応4年1月17日 （1868年2月10日） | 宇和島藩主 | 32日     |
| ‐  |      | 東久世通禧   | 慶応4年1月17日 （1868年2月10日） | 公家       | 32日     |
| ‐  |      | 澤宣嘉       | 慶応4年1月25日 （1868年2月18日） | 公家       | 24日     |

#### 外国事務局督
| 代 | 氏名 | 氏名         | 就任日                           | 出身等 | 在職日数 |
| -- | ---- | ------------ | -------------------------------- | ------ | -------- |
| ‐  |      | 山階宮晃親王 | 慶応4年2月20日 （1868年3月13日） | 皇族   | 90日     |

#### 外国官知事
| 代 | 氏名 | 氏名     | 就任日                             | 出身等     | 在職日数 |
| -- | ---- | -------- | ---------------------------------- | ---------- | -------- |
| -  |      | 伊達宗城 | 慶応4年閏4月21日 （1868年6月11日） | 宇和島藩主 | 430日    |
| -  |      | 澤宣嘉   | 明治2年6月26日 （1869年8月3日）    | 公家       | 12日     |

#### 外務卿（1869-1873）
| 代 | 氏名 | 氏名     | 就任日                            | 出身等       | 在職日数            |
| -- | ---- | -------- | --------------------------------- | ------------ | ------------------- |
| 1  |      | 澤宣嘉   | 明治2年7月8日 （1869年8月15日）   | 華族         | 744日 （通算756日） |
| 2  |      | 岩倉具視 | 明治4年7月14日 （1871年8月29日）  | 華族、大納言 | 108日               |
| 3  |      | 副島種臣 | 明治4年11月4日 （1871年12月15日） | 旧佐賀藩士   | 668日               |

#### 外務事務総裁
| 代 | 氏名 | 氏名     | 就任日                    | 出身等     | 在職日数           |
| -- | ---- | -------- | ------------------------- | ---------- | ------------------ |
| 3  |      | 副島種臣 | 1873年（明治6年）10月13日 | 旧佐賀藩士 | 15日 （通算683日） |

#### 外務卿（1873-1885）
| 代 | 氏名 | 氏名     | 就任日                    | 出身等     | 在職日数 |
| -- | ---- | -------- | ------------------------- | ---------- | -------- |
| 4  |      | 寺島宗則 | 1873年（明治6年）10月28日 | 旧幕臣     | 2156日   |
| 5  |      | 井上馨   | 1879年（明治12年）9月10日 | 旧長州藩士 | 2295日   |

### 内閣制施行以後

#### 外務大臣（太政官達第69号）
| 代 | 氏名          | 氏名                      | 内閣                                    | 就任日                                  | 出身等     | 在職日数                                    |
| -- | ------------- | ------------------------- | --------------------------------------- | --------------------------------------- | ---------- | ------------------------------------------- |
| 5  |               | 井上馨                    | 第1次伊藤内閣                           | 1885年（明治18年）12月22日              | 旧長州藩   | 634日 （通算2929日） ※外務大臣としては634日 |
| 6  |               | 伊藤博文                  | 第1次伊藤内閣                           | 1887年（明治20年）9月17日 ※臨時兼任     | 旧長州藩   | 137日                                       |
| 7  |               | 大隈重信                  | 第1次伊藤内閣                           | 1888年（明治21年）2月1日                | 立憲改進党 | 89日                                        |
| 7  | 黒田内閣      | 大隈重信                  | 1888年（明治21年）4月30日               | 603日                                   | 立憲改進党 |                                             |
| 8  |               | 青木周蔵                  | 第1次山縣内閣                           | 1889年（明治22年）12月24日              | 外務省     | 498日                                       |
| 8  | 第1次松方内閣 | 青木周蔵                  | 1891年（明治24年）5月6日                | 23日                                    | 外務省     |                                             |
| 9  | 第1次松方内閣 |                           | 榎本武揚                                | 1891年（明治24年）5月29日               | 旧幕臣     | 437日                                       |
| 10 |               | 陸奥宗光                  | 第2次伊藤内閣                           | 1892年（明治25年）8月8日                | 旧紀州藩   | 1391日                                      |
| 11 |               | 西園寺公望                | 第2次伊藤内閣                           | 1896年（明治29年）5月30日 ※文部大臣兼任 | 旧公家     | 111日                                       |
| 11 | 第2次松方内閣 | 西園寺公望                | 1896年（明治29年）9月18日 ※文部大臣兼任 | 4日                                     | 旧公家     |                                             |
| 12 | 第2次松方内閣 |                           | 大隈重信                                | 1896年（明治29年）9月22日               | 進歩党     | 441日                                       |
| 13 | 第2次松方内閣 |                           | 西徳二郎                                | 1897年（明治30年）11月6日               | 外務省     | 67日                                        |
| 13 | 第3次伊藤内閣 | 1898年（明治31年）1月12日 | 西徳二郎                                | 169日                                   | 外務省     |                                             |

#### 外務大臣（外務省官制（明治31年勅令第258号））
| 代 | 氏名                                         | 氏名       | 内閣                                                              | 就任日                                                                               | 出身等       | 在職日数                       |
| -- | -------------------------------------------- | ---------- | ----------------------------------------------------------------- | ------------------------------------------------------------------------------------ | ------------ | ------------------------------ |
| 14 |                                              | 大隈重信   | 第1次大隈内閣                                                     | 1898年（明治31年）6月30日 ※内閣総理大臣兼任                                          | 憲政党       | 131日                          |
| 15 |                                              | 青木周蔵   | 第2次山縣内閣                                                     | 1898年（明治31年）11月8日                                                            | 外務省       | 710日 （通算1231日）           |
| 16 |                                              | 加藤高明   | 第4次伊藤内閣                                                     | 1900年（明治33年）10月19日                                                           | 外務省       | 226日                          |
| 17 |                                              | 曾禰荒助   | 第1次桂内閣                                                       | 1901年（明治34年）6月2日 ※臨時兼任 ※大蔵大臣兼任                                     | 旧長州藩     | 111日                          |
| 18 |                                              | 小村壽太郎 | 第1次桂内閣                                                       | 1901年（明治34年）9月21日                                                            | 外務省       | 1569日                         |
| 19 |                                              | 加藤高明   | 第1次西園寺内閣                                                   | 1906年（明治39年）1月7日                                                             | 外務省       | 55日                           |
| 20 |                                              | 西園寺公望 | 第1次西園寺内閣                                                   | 1906年（明治39年）3月3日 ※臨時兼任 ※内閣総理大臣兼任 ※文部大臣兼任（-1906年3月27日） | 立憲政友会   | 77日                           |
| 21 |                                              | 林董       | 第1次西園寺内閣                                                   | 1906年（明治39年）5月19日                                                            | 旧幕臣       | 787日                          |
| 22 |                                              | 寺内正毅   | 第2次桂内閣                                                       | 1908年（明治41年）7月14日 ※臨時兼任 ※陸軍大臣兼任                                    | 陸軍         | 44日                           |
| 23 |                                              | 小村壽太郎 | 第2次桂内閣                                                       | 1908年（明治41年）8月27日                                                            | 外務省       | 1098日 （通算2667日）          |
| 24 |                                              | 内田康哉   | 第2次西園寺内閣                                                   | 1911年（明治44年）8月30日                                                            | 外務省       | 479日                          |
| 25 |                                              | 桂太郎     | 第3次桂内閣                                                       | 1912年（大正元年）12月21日 ※内閣総理大臣兼任                                         | 陸軍         | 39日                           |
| 26 |                                              | 加藤高明   | 第3次桂内閣                                                       | 1913年（大正2年）1月29日                                                             | 外務省       | 22日                           |
| 27 |                                              | 牧野伸顕   | 第1次山本内閣                                                     | 1913年（大正2年）2月20日                                                             | 外務省       | 420日                          |
| 28 |                                              | 加藤高明   | 第2次大隈内閣                                                     | 1914年（大正3年）4月16日                                                             | 外務省       | 481日                          |
| 29 |                                              | 大隈重信   | 第2次大隈内閣                                                     | 1915年（大正4年）8月10日 ※内閣総理大臣兼任                                           | 大隈伯後援会 | 64日 （通算1328日）            |
| 30 |                                              | 石井菊次郎 | 第2次大隈内閣                                                     | 1915年（大正4年）10月13日                                                            | 外務省       | 405日                          |
| 31 |                                              | 寺内正毅   | 寺内内閣                                                          | 1916年（大正5年）10月9日 ※臨時兼任 ※内閣総理大臣・大蔵大臣兼任                       | 陸軍         | 362日 （通算406日）            |
| 32 |                                              | 本野一郎   | 寺内内閣                                                          | 1916年（大正5年）11月21日                                                            | 外務省       | 518日                          |
| 33 |                                              | 後藤新平   | 寺内内閣                                                          | 1918年（大正7年）4月23日                                                             | 内務省       | 159日                          |
| 34 |                                              | 内田康哉   | 原内閣                                                            | 1918年（大正7年）9月29日 ※内閣総理大臣臨時兼任（1921年11月4日-）                     | 外務省       | 1141日                         |
| 34 | 高橋内閣                                     | 内田康哉   | 1921年（大正10年）11月13日                                        | 211日                                                                                | 外務省       |                                |
| 34 | 加藤友三郎内閣                               | 内田康哉   | 1922年（大正11年）6月12日 ※内閣総理大臣臨時兼任（1923年8月25日-） | 447日                                                                                | 外務省       |                                |
| 35 |                                              | 山本権兵衛 | 第2次山本内閣                                                     | 1923年（大正12年）9月2日 ※内閣総理大臣兼任                                           | 海軍         | 17日                           |
| 36 |                                              | 伊集院彦吉 | 第2次山本内閣                                                     | 1923年（大正12年）9月19日                                                            | 外務省       | 110日                          |
| 37 |                                              | 松井慶四郎 | 清浦内閣                                                          | 1924年（大正13年）1月7日                                                             | 外務省       | 156日                          |
| 38 |                                              | 幣原喜重郎 | 加藤高明内閣                                                      | 1924年（大正13年）6月11日                                                            | 外務省       | 598日                          |
| 38 | 第1次若槻内閣                                | 幣原喜重郎 | 1926年（大正15年）1月30日                                         | 445日                                                                                | 外務省       |                                |
| 39 |                                              | 田中義一   | 田中義一内閣                                                      | 1927年（昭和2年）4月20日 ※内閣総理大臣・内務・ 拓務大臣兼任                          | 立憲政友会   | 804日                          |
| 40 |                                              | 幣原喜重郎 | 濱口内閣                                                          | 1929年（昭和4年）7月2日                                                              | 外務省       | 651日                          |
| 40 | 第2次若槻内閣                                | 幣原喜重郎 | 1931年（昭和6年）4月14日                                          | 243日                                                                                | 外務省       |                                |
| 41 |                                              | 犬養毅     | 犬養内閣                                                          | 1931年（昭和6年）12月13日 ※内閣総理大臣兼任                                          | 立憲政友会   | 32日                           |
| 42 |                                              | 芳澤謙吉   | 犬養内閣                                                          | 1932年（昭和7年）1月14日                                                             | 立憲政友会   | 133日                          |
| 43 |                                              | 斎藤実     | 齋藤内閣                                                          | 1932年（昭和7年）5月26日                                                             | 海軍         | 41日                           |
| 44 |                                              | 内田康哉   | 齋藤内閣                                                          | 1932年（昭和7年）7月6日                                                              | 外務省       | 435日 （通算2716日） ※歴代最長 |
| 45 |                                              | 広田弘毅   | 齋藤内閣                                                          | 1933年（昭和8年）9月14日                                                             | 外務省       | 297日                          |
| 45 | 岡田内閣                                     | 広田弘毅   | 1934年（昭和9年）7月8日                                           | 610日                                                                                | 外務省       |                                |
| 45 | 廣田内閣                                     | 広田弘毅   | 1936年（昭和11年）3月9日 ※内閣総理大臣兼任                        | 24日                                                                                 | 外務省       |                                |
| 46 | 廣田内閣                                     |            | 有田八郎                                                          | 1936年（昭和11年）4月2日                                                             | 外務省       | 306日                          |
| 47 |                                              | 林銑十郎   | 林内閣                                                            | 1937年（昭和12年）2月2日 ※内閣総理大臣・文部大臣兼任                                 | 陸軍         | 29日                           |
| 48 |                                              | 佐藤尚武   | 林内閣                                                            | 1937年（昭和12年）3月3日                                                             | 外務省       | 93日                           |
| 49 |                                              | 広田弘毅   | 第1次近衛内閣                                                     | 1937年（昭和12年）6月4日                                                             | 外務省       | 448日 （通算1379日）           |
| 50 |                                              | 宇垣一成   | 第1次近衛内閣                                                     | 1938年（昭和13年）5月26日                                                            | 陸軍         | 127日                          |
| 51 |                                              | 近衛文麿   | 第1次近衛内閣                                                     | 1938年（昭和13年）9月30日 ※内閣総理大臣・拓務大臣兼任                                | 貴族院       | 29日                           |
| 52 |                                              | 有田八郎   | 第1次近衛内閣                                                     | 1938年（昭和13年）10月29日                                                           | 外務省       | 68日                           |
| 52 | 平沼内閣                                     | 有田八郎   | 1939年（昭和14年）1月5日                                          | 237日                                                                                | 外務省       |                                |
| 53 |                                              | 阿部信行   | 阿部内閣                                                          | 1939年（昭和14年）8月30日 ※内閣総理大臣兼任                                          | 陸軍         | 26日                           |
| 54 |                                              | 野村吉三郎 | 阿部内閣                                                          | 1939年（昭和14年）9月25日                                                            | 海軍         | 113日                          |
| 55 |                                              | 有田八郎   | 米内内閣                                                          | 1940年（昭和15年）1月16日                                                            | 外務省       | 188日                          |
| 56 |                                              | 松岡洋右   | 第2次近衛内閣                                                     | 1940年（昭和15年）7月22日                                                            | 外務省       | 361日                          |
| 57 |                                              | 豊田貞次郎 | 第3次近衛内閣                                                     | 1941年（昭和16年）7月18日 ※拓務大臣兼任                                              | 海軍         | 92日                           |
| 58 |                                              | 東郷茂徳   | 東條内閣                                                          | 1941年（昭和16年）10月18日 ※拓務大臣兼任                                             | 外務省       | 334日                          |
| 59 |                                              | 東條英機   | 東條内閣                                                          | 1942年（昭和17年）9月1日 ※内閣総理大臣・陸軍大臣兼任                                 | 陸軍         | 16日                           |
| 60 |                                              | 谷正之     | 東條内閣                                                          | 1942年（昭和17年）9月17日                                                            | 外務省       | 215日                          |
| 61 |                                              | 重光葵     | 東條内閣                                                          | 1943年（昭和18年）4月20日                                                            | 外務省       | 459日                          |
| 61 | 小磯内閣                                     | 重光葵     | 1944年（昭和19年）7月22日                                         | 259日                                                                                | 外務省       |                                |
| 62 |                                              | 鈴木貫太郎 | 鈴木貫太郎内閣                                                    | 1945年（昭和20年）4月7日 ※内閣総理大臣・大東亜大臣兼任                               | 海軍         | 2日 ※戦前最短                  |
| 63 |                                              | 東郷茂徳   | 鈴木貫太郎内閣                                                    | 1945年（昭和20年）4月9日 ※大東亜大臣兼任                                             | 外務省       | 130日                          |
| 64 |                                              | 重光葵     | 東久邇宮内閣                                                      | 1945年（昭和20年）8月17日 ※大東亜大臣兼任                                            | 外務省       | 29日                           |
| 65 |                                              | 吉田茂     | 東久邇宮内閣                                                      | 1945年（昭和20年）9月15日                                                            | 外務省       | 24日                           |
| 65 | 幣原内閣                                     | 吉田茂     | 1945年（昭和20年）10月9日                                         | 225日                                                                                | 外務省       |                                |
| 65 | 第1次吉田内閣                                | 吉田茂     | 1946年（昭和21年）5月22日 ※内閣総理大臣兼任                       | 日本自由党                                                                           | 367日        |                                |
| 66 |                                              | 片山哲     | 片山内閣                                                          | 1947年（昭和22年）5月24日 ※臨時代理                                                  | 日本社会党   | 8日                            |
| 67 |                                              | 芦田均     | 片山内閣                                                          | 1947年（昭和22年）6月1日 ※副総理兼任                                                 | 民主党       | 283日                          |
| 68 | 芦田内閣                                     | 芦田均     | 1948年（昭和23年）3月10日 ※内閣総理大臣兼任                       | 219日                                                                                | 民主党       |                                |
| 69 |                                              | 吉田茂     | 第2次吉田内閣                                                     | 1948年（昭和23年）10月15日 ※臨時代理                                                 | 民主自由党   | 4日                            |
| 69 | 1948年（昭和23年）10月19日 ※内閣総理大臣兼任 | 吉田茂     | 第2次吉田内閣                                                     | 120日                                                                                | 民主自由党   |                                |
| 70 | 第3次吉田内閣                                | 吉田茂     | 1949年（昭和24年）2月16日 ※内閣総理大臣兼任                       | 497日                                                                                | 民主自由党   |                                |

#### 外務大臣（外務省設置法（昭和24年法律第135号））
| 代 | 氏名                   | 氏名   | 内閣                                       | 就任日                                      | 政党等 | 在職日数 |
| -- | ---------------------- | ------ | ------------------------------------------ | ------------------------------------------- | ------ | -------- |
| 70 |                        | 吉田茂 | 第3次吉田第1次改造内閣                     | 1950年（昭和25年）6月28日 ※内閣総理大臣兼任 | 自由党 | 6日      |
| 70 | 第3次吉田第2次改造内閣 | 吉田茂 | 1951年（昭和26年）7月4日 ※内閣総理大臣兼任 | 540日                                       | 自由党 |          |

#### 外務大臣（外務省設置法（昭和26年法律第283号））
| 代  | 氏名                               | 氏名                       | 内閣                                        | 就任日                                       | 政党等                               | 在職日数             |
| --- | ---------------------------------- | -------------------------- | ------------------------------------------- | -------------------------------------------- | ------------------------------------ | -------------------- |
| 70  |                                    | 吉田茂                     | 第3次吉田第3次改造内閣                      | 1951年（昭和26年）12月26日 ※内閣総理大臣兼任 | 自由党                               | 126日 （通算1909日） |
| 72  |                                    | 岡崎勝男                   | 第3次吉田第3次改造内閣                      | 1952年（昭和27年）4月30日                    | 自由党                               | 183日                |
| 73  | 第4次吉田内閣                      | 岡崎勝男                   | 1952年（昭和27年）10月30日                  | 203日                                        | 自由党                               |                      |
| 74  | 第5次吉田内閣                      | 岡崎勝男                   | 1953年（昭和28年）5月21日                   | 568日                                        | 自由党                               |                      |
| 75  |                                    | 重光葵                     | 第1次鳩山内閣                               | 1954年（昭和29年）12月10日 ※副総理兼任       | 日本民主党                           | 99日                 |
| 76  | 第2次鳩山内閣                      | 重光葵                     | 1955年（昭和30年）3月19日 ※副総理兼任       | 日本民主党 →自由民主党                       | 248日                                |                      |
| 77  | 第3次鳩山内閣                      | 重光葵                     | 1955年（昭和30年）11月22日 ※副総理兼任      | 自由民主党                                   | 397日 （通算1491日）                 |                      |
| 78  |                                    | 石橋湛山                   | 石橋内閣                                    | 自由民主党                                   | 1956年（昭和31年）12月23日 ※臨時代理 | 1日 ※戦後最短        |
| 79  |                                    | 岸信介                     | 石橋内閣                                    | 自由民主党                                   | 1956年（昭和31年）12月23日           | 64日                 |
| 80  | 第1次岸内閣                        | 岸信介                     | 1957年（昭和32年）2月25日 ※内閣総理大臣兼任 | 自由民主党                                   | 135日                                |                      |
| 81  |                                    | 藤山愛一郎                 | 第1次岸改造内閣                             | 自由民主党                                   | 1957年（昭和32年）7月10日            | 337日                |
| 82  | 第2次岸内閣                        | 藤山愛一郎                 | 1958年（昭和33年）6月12日                   | 自由民主党                                   | 371日                                |                      |
| 82  | 第2次岸改造内閣                    | 藤山愛一郎                 | 1959年（昭和34年）6月18日                   | 自由民主党                                   | 397日                                |                      |
| 83  |                                    | 小坂善太郎                 | 第1次池田内閣                               | 自由民主党                                   | 1960年（昭和35年）7月19日            | 142日                |
| 84  | 第2次池田内閣                      | 小坂善太郎                 | 1960年（昭和35年）12月8日                   | 自由民主党                                   | 222日                                |                      |
| 84  | 第2次池田第1次改造内閣             | 小坂善太郎                 | 1961年（昭和36年）7月18日                   | 自由民主党                                   | 365日                                |                      |
| 85  |                                    | 大平正芳                   | 第2次池田第2次改造内閣                      | 自由民主党                                   | 1962年（昭和37年）7月18日            | 365日                |
| 85  | 第2次池田第3次改造内閣             | 大平正芳                   | 1963年（昭和38年）7月18日                   | 自由民主党                                   | 144日                                |                      |
| 86  | 第3次池田内閣                      | 大平正芳                   | 1963年（昭和38年）12月9日                   | 自由民主党                                   | 222日                                |                      |
| 87  |                                    | 椎名悦三郎                 | 第3次池田改造内閣                           | 自由民主党                                   | 1964年（昭和39年）7月18日            | 114日                |
| 88  | 第1次佐藤内閣                      | 椎名悦三郎                 | 1964年（昭和39年）11月9日                   | 自由民主党                                   | 206日                                |                      |
| 88  | 第1次佐藤第1次改造内閣             | 椎名悦三郎                 | 1965年（昭和40年）6月3日                    | 自由民主党                                   | 424日                                |                      |
| 88  | 第1次佐藤第2次改造内閣             | 椎名悦三郎                 | 1966年（昭和41年）8月1日                    | 自由民主党                                   | 124日                                |                      |
| 89  |                                    | 三木武夫                   | 第1次佐藤第3次改造内閣                      | 自由民主党                                   | 1966年（昭和41年）12月3日            | 76日                 |
| 90  | 第2次佐藤内閣                      | 三木武夫                   | 1967年（昭和42年）2月17日                   | 自由民主党                                   | 281日                                |                      |
| 90  | 第2次佐藤第1次改造内閣             | 三木武夫                   | 1967年（昭和42年）11月25日                  | 自由民主党                                   | 339日                                |                      |
| 91  | 第2次佐藤第1次改造内閣             |                            | 佐藤栄作                                    | 自由民主党                                   | 1968年（昭和43年）10月29日 ※臨時代理 | 32日                 |
| 92  |                                    | 愛知揆一                   | 第2次佐藤第2次改造内閣                      | 自由民主党                                   | 1968年（昭和43年）11月30日           | 410日                |
| 93  | 第3次佐藤内閣                      | 愛知揆一                   | 1970年（昭和45年）1月14日                   | 自由民主党                                   | 547日                                |                      |
| 94  |                                    | 福田赳夫                   | 第3次佐藤改造内閣                           | 自由民主党                                   | 1971年（昭和46年）7月5日             | 368日                |
| 95  |                                    | 大平正芳                   | 第1次田中角榮内閣                           | 自由民主党                                   | 1972年（昭和47年）7月7日             | 168日                |
| 96  | 第2次田中角栄内閣                  | 大平正芳                   | 1972年（昭和47年）12月22日                  | 自由民主党                                   | 338日                                |                      |
| 96  | 第2次田中角栄第1次改造内閣         | 大平正芳                   | 1973年（昭和48年）11月25日                  | 自由民主党                                   | 233日 （通算1470日）                 |                      |
| 97  | 第2次田中角栄第1次改造内閣         |                            | 木村俊夫                                    | 自由民主党                                   | 1974年（昭和49年）7月16日            | 118日                |
| 97  | 第2次田中角栄第2次改造内閣         | 1974年（昭和49年）11月11日 | 木村俊夫                                    | 自由民主党                                   | 28日                                 |                      |
| 98  |                                    | 宮澤喜一                   | 三木内閣                                    | 自由民主党                                   | 1974年（昭和49年）12月9日            | 646日                |
| 99  |                                    | 小坂善太郎                 | 三木改造内閣                                | 自由民主党                                   | 1976年（昭和51年）9月15日            | 100日 （通算829日）  |
| 100 |                                    | 鳩山威一郎                 | 福田赳夫内閣                                | 自由民主党                                   | 1976年（昭和51年）12月24日           | 339日                |
| 101 |                                    | 園田直                     | 福田赳夫改造内閣                            | 自由民主党                                   | 1977年（昭和52年）11月28日           | 374日                |
| 102 | 第1次大平内閣                      | 園田直                     | 1978年（昭和53年）12月7日                   | 自由民主党                                   | 336日                                |                      |
| 103 |                                    | 大来佐武郎                 | 第2次大平内閣                               | 1979年（昭和54年）11月8日                    | 民間人閣僚                           | 252日                |
| 104 |                                    | 伊東正義                   | 鈴木善幸内閣                                | 1980年（昭和55年）7月17日                    | 自由民主党                           | 305日                |
| 105 |                                    | 園田直                     | 鈴木善幸内閣                                | 1981年（昭和56年）5月18日                    | 自由民主党                           | 196日 （通算906日）  |
| 106 |                                    | 櫻内義雄                   | 鈴木善幸改造内閣                            | 1981年（昭和56年）11月30日                   | 自由民主党                           | 362日                |
| 107 |                                    | 安倍晋太郎                 | 第1次中曽根内閣                             | 1982年（昭和57年）11月27日                   | 自由民主党                           | 395日                |
| 108 | 第2次中曽根内閣                    | 安倍晋太郎                 | 1983年（昭和58年）12月27日                  | 310日                                        | 自由民主党                           |                      |
| 108 | 第2次中曽根第1次改造内閣           | 安倍晋太郎                 | 1984年（昭和59年）11月1日                   | 422日                                        | 自由民主党                           |                      |
| 108 | 第2次中曽根第2次改造内閣           | 安倍晋太郎                 | 1985年（昭和60年）12月28日                  | 206日 （通算1333日）                         | 自由民主党                           |                      |
| 109 |                                    | 倉成正                     | 第3次中曽根内閣                             | 1986年（昭和61年）7月22日                    | 自由民主党                           | 472日                |
| 110 |                                    | 宇野宗佑                   | 竹下内閣                                    | 1987年（昭和62年）11月6日                    | 自由民主党                           | 417日                |
| 110 | 竹下改造内閣                       | 宇野宗佑                   | 1988年（昭和63年）12月27日                  | 158日 （通算575日）                          | 自由民主党                           |                      |
| 111 |                                    | 三塚博                     | 宇野内閣                                    | 1989年（平成元年）6月3日                     | 自由民主党                           | 68日                 |
| 112 |                                    | 中山太郎                   | 第1次海部内閣                               | 1989年（平成元年）8月10日                    | 自由民主党                           | 202日                |
| 113 | 第2次海部内閣                      | 中山太郎                   | 1990年（平成2年）2月28日                    | 304日                                        | 自由民主党                           |                      |
| 113 | 第2次海部改造内閣                  | 中山太郎                   | 1990年（平成2年）12月29日                   | 311日 （通算817日）                          | 自由民主党                           |                      |
| 114 |                                    | 渡辺美智雄                 | 宮澤内閣                                    | 1991年（平成3年）11月5日 ※副総理兼任         | 自由民主党                           | 403日                |
| 114 | 宮澤改造内閣                       | 渡辺美智雄                 | 1992年（平成4年）12月12日 ※副総理兼任       | 116日 （通算519日）                          | 自由民主党                           |                      |
| 115 | 宮澤改造内閣                       |                            | 武藤嘉文                                    | 1993年（平成5年）4月7日                      | 自由民主党                           | 124日                |
| 116 |                                    | 羽田孜                     | 細川内閣                                    | 1993年（平成5年）8月9日 ※副総理兼任          | 新生党                               | 262日                |
| -   | 羽田内閣                           | 羽田孜                     | 1994年（平成6年）4月28日 ※臨時代理          | 1日 （通算263日）                            | 新生党                               |                      |
| 117 | 羽田内閣                           |                            | 柿澤弘治                                    | 1994年（平成6年）4月28日                     | 自由党                               | 63日                 |
| 118 |                                    | 河野洋平                   | 村山内閣                                    | 1994年（平成6年）6月30日 ※副総理兼任         | 自由民主党                           | 404日                |
| 118 | 村山改造内閣                       | 河野洋平                   | 1995年（平成7年）8月8日 ※副総理兼任         | 156日                                        | 自由民主党                           |                      |
| 119 |                                    | 池田行彦                   | 第1次橋本内閣                               | 1996年（平成8年）1月11日                     | 自由民主党                           | 301日                |
| 120 | 第2次橋本内閣                      | 池田行彦                   | 1996年（平成8年）11月7日                    | 308日 （通算609日）                          | 自由民主党                           |                      |
| 121 |                                    | 小渕恵三                   | 第2次橋本改造内閣                           | 1997年（平成9年）9月11日                     | 自由民主党                           | 322日                |
| 122 |                                    | 高村正彦                   | 小渕内閣                                    | 1998年（平成10年）7月30日                    | 自由民主党                           | 168日                |
| 122 | 小渕第1次改造内閣                  | 高村正彦                   | 1999年（平成11年）1月14日                   | 264日                                        | 自由民主党                           |                      |
| 123 |                                    | 河野洋平                   | 小渕第2次改造内閣                           | 1999年（平成11年）10月5日                    | 自由民主党                           | 183日                |
| 124 | 第1次森内閣                        | 河野洋平                   | 2000年（平成12年）4月5日                    | 90日                                         | 自由民主党                           |                      |
| 125 | 第2次森内閣                        | 河野洋平                   | 2000年（平成12年）7月4日                    | 154日                                        | 自由民主党                           |                      |
| 125 | 第2次森改造内閣 （中央省庁再編前） | 河野洋平                   | 2000年（平成12年）12月5日                   | 32日                                         | 自由民主党                           |                      |

#### 外務大臣（外務省設置法（平成11年法律第94号））
| 代  | 画像                   | 氏名       | 内閣                                                     | 就任日                                                  | 政党等     | 在職日数             |
| --- | ---------------------- | ---------- | -------------------------------------------------------- | ------------------------------------------------------- | ---------- | -------------------- |
| 125 |                        | 河野洋平   | 第2次森改造内閣 （中央省庁再編後）                       | 2001年（平成13年）1月6日                                | 自由民主党 | 110日 （通算1129日） |
| 126 |                        | 田中眞紀子 | 第1次小泉内閣                                            | 2001年（平成13年）4月26日                               | 自由民主党 | 279日                |
| 127 |                        | 小泉純一郎 | 第1次小泉内閣                                            | 2002年（平成14年）1月30日 ※内閣総理大臣兼任             | 自由民主党 | 3日                  |
| 128 |                        | 川口順子   | 第1次小泉内閣                                            | 2002年（平成14年）2月1日 ※環境大臣兼任（-2002年2月8日） | 民間人閣僚 | 241日                |
| 128 | 第1次小泉第1次改造内閣 | 川口順子   | 2002年（平成14年）9月30日                                | 357日                                                   | 民間人閣僚 |                      |
| 128 | 第1次小泉第2次改造内閣 | 川口順子   | 2003年（平成15年）9月22日                                | 58日                                                    | 民間人閣僚 |                      |
| 129 | 第2次小泉内閣          | 川口順子   | 2003年（平成15年）11月19日                               | 313日 （通算969日）                                     | 民間人閣僚 |                      |
| 130 |                        | 町村信孝   | 第2次小泉改造内閣                                        | 2004年（平成16年）9月27日                               | 自由民主党 | 359日                |
| 131 | 第3次小泉内閣          | 町村信孝   | 2005年（平成17年）9月21日                                | 40日                                                    | 自由民主党 |                      |
| 132 |                        | 麻生太郎   | 第3次小泉改造内閣                                        | 2005年（平成17年）10月31日                              | 自由民主党 | 330日                |
| 133 | 第1次安倍内閣          | 麻生太郎   | 2006年（平成18年）9月26日                                | 335日                                                   | 自由民主党 |                      |
| 134 |                        | 町村信孝   | 第1次安倍改造内閣                                        | 2007年（平成19年）8月27日                               | 自由民主党 | 30日 （通算429日）   |
| 135 |                        | 高村正彦   | 福田康夫内閣                                             | 2007年（平成19年）9月26日                               | 自由民主党 | 311日                |
| 135 | 福田康夫改造内閣       | 高村正彦   | 2008年（平成20年）8月2日                                 | 53日 （通算796日）                                      | 自由民主党 |                      |
| 136 |                        | 中曽根弘文 | 麻生内閣                                                 | 2008年（平成20年）9月24日                               | 自由民主党 | 357日                |
| 137 |                        | 岡田克也   | 鳩山由紀夫内閣                                           | 2009年（平成21年）9月16日                               | 民主党     | 265日                |
| 138 | 菅直人内閣             | 岡田克也   | 2010年（平成22年）6月8日                                 | 101日 （通算366日）                                     | 民主党     |                      |
| 139 |                        | 前原誠司   | 菅直人第1次改造内閣                                      | 2010年（平成22年）9月17日                               | 民主党     | 119日                |
| 139 | 菅直人第2次改造内閣    | 前原誠司   | 2011年（平成23年）1月14日                                | 52日 （通算171日）                                      | 民主党     |                      |
| 140 | 菅直人第2次改造内閣    |            | 枝野幸男                                                 | 2011年（平成23年）3月7日 ※内閣官房長官による臨時代理    | 民主党     | 3日                  |
| 141 | 菅直人第2次改造内閣    |            | 松本剛明                                                 | 2011年（平成23年）3月9日                                | 民主党     | 177日                |
| 142 |                        | 玄葉光一郎 | 野田内閣                                                 | 2011年（平成23年）9月2日                                | 民主党     | 133日                |
| 142 | 野田第1次改造内閣      | 玄葉光一郎 | 2012年（平成24年）1月13日                                | 143日                                                   | 民主党     |                      |
| 142 | 野田第2次改造内閣      | 玄葉光一郎 | 2012年（平成24年）6月4日                                 | 119日                                                   | 民主党     |                      |
| 142 | 野田第3次改造内閣      | 玄葉光一郎 | 2012年（平成24年）10月1日                                | 86日 （通算481日）                                      | 民主党     |                      |
| 143 |                        | 岸田文雄   | 第2次安倍内閣                                            | 2012年（平成24年）12月26日                              | 自由民主党 | 616日                |
| 143 | 第2次安倍改造内閣      | 岸田文雄   | 2014年（平成26年）9月3日                                 | 112日                                                   | 自由民主党 |                      |
| 144 | 第3次安倍内閣          | 岸田文雄   | 2014年（平成26年）12月24日                               | 287日                                                   | 自由民主党 |                      |
| 144 | 第3次安倍第1次改造内閣 | 岸田文雄   | 2015年（平成27年）10月7日                                | 301日                                                   | 自由民主党 |                      |
| 144 | 第3次安倍第2次改造内閣 | 岸田文雄   | 2016年（平成28年）8月3日 ※防衛大臣兼任（2017年7月28日-） | 365日                                                   | 自由民主党 |                      |
| 145 |                        | 河野太郎   | 第3次安倍第3次改造内閣                                   | 2017年（平成29年）8月3日                                | 自由民主党 | 90日                 |
| 146 | 第4次安倍内閣          | 河野太郎   | 2017年（平成29年）11月1日                                | 335日                                                   | 自由民主党 |                      |
| 146 | 第4次安倍第1次改造内閣 | 河野太郎   | 2018年（平成30年）10月2日                                | 344日 （通算769日）                                     | 自由民主党 |                      |
| 147 |                        | 茂木敏充   | 第4次安倍第2次改造内閣                                   | 2019年（令和元年）9月11日                               | 自由民主党 | 371日                |
| 148 | 菅義偉内閣             | 茂木敏充   | 2020年（令和2年）9月16日                                 | 383日                                                   | 自由民主党 |                      |
| 149 | 第1次岸田内閣          | 茂木敏充   | 2021年（令和3年）10月4日                                 | 31日 （通算785日）                                      | 自由民主党 |                      |
| 150 | 第1次岸田内閣          |            | 岸田文雄                                                 | 2021年（令和3年）11月4日 ※内閣総理大臣兼任              | 自由民主党 | 6日 （通算1687日）   |
| 151 |                        | 林芳正     | 第2次岸田内閣                                            | 2021年 (令和3年) 11月10日                               | 自由民主党 | 273日                |
| 151 | 第2次岸田第1次改造内閣 | 林芳正     | 2022年 (令和4年) 8月10日                                 | 399日 （通算672日）                                     | 自由民主党 |                      |
| 152 |                        | 上川陽子   | 第2次岸田第2次改造内閣                                   | 2023年 (令和5年) 9月13日                                | 自由民主党 | 384日                |
| 153 |                        | 岩屋毅     | 第1次石破内閣                                            | 2024年 (令和6年) 10月1日                                | 自由民主党 | 42日                 |
| 154 | 第2次石破内閣          | 岩屋毅     | 2024年 (令和6年) 11月11日                                |                                                         | 自由民主党 |                      |

## 記録
| 記録名           | 記録保持者        | 記録の内容          |
| ---------------- | ----------------- | ------------------- |
| 最年少就任記録   | 加藤高明          | 40歳                |
| 最年長就任記録   | 上川陽子          | 70歳6か月           |
| 連続最長在任記録 | 内田康哉          | 1800日（4年11か月） |
| 通算最長在任記録 | 内田康哉          | 2716日（7年5か月）  |
| 女性初           | 田中真紀子(126代) | 田中真紀子(126代)   |